# Sweet Freedom
Sweet Freedom är ett musikalbum av Uriah Heep släppt 1973. Albumet var gruppens sjätte album. Inspelningarna av musiken skedde i Frankrike juni-juli 1973, och albumet släpptes i september på skivbolaget Bronze Records i Europa, och Warner Bros. Records i Nordamerika. Det utgavs ursprungligen med utvikskonvolut, där låttexterna stod på insidan. På det här albumet testade gruppen många nya stilar. Både funk och folkmusik fick utrymme här.
Texterna på den här skivan är mer personliga än de på de två föregående albumen där fantasy-teman dominerade. En av de sista låtarna på skivan, "Pilgrim" återvänder dock till fantasytemat. Den inledande låten "Dreamer" har gitarr inspirerad av funk, och "Circus" är en akustisk låt åt folkrock-hållet. Mest kända låten på albumet är "Stealin' ", vilken släpptes som singel, och bl.a. blev en ganska stor framgång i USA.

## Låtlista
(upphovsman inom parentes)
1. "Dreamer" (Thain) - 3:41
2. "Stealin'" (Hensley) - 4:49
3. "One Day" (Hensley/Thain) - 2:47
4. "Sweet Freedom" (Hensley) - 7:08
5. "If I Had the Time" (Hensley) - 5:43
6. "Seven Stars" (Hensley) - 4:28
7. "Circus" (Box/Kerslake/Thain) - 2:44
8. "Pilgrim" (Byron/Hensley) - 7:10
9. "Sunshine" (Thain) - 4:48

## Medlemmar
- David Byron – sångare
- Ken Hensley – orgel, piano, gitarr och sång
- Mick Box – gitarr och sång
- Gary Thain – bas
- Lee Kerslake – trummor

## Listplaceringar
| Lista (1973-1974) | Position             |
| ----------------- | -------------------- |
| Australien        | 19 (Go Set)          |
| Danmark           | 14 (DR "Top 30")     |
| Finland           | 2                    |
| Japan             | 45 (Oricon)          |
| Kanada            | 5 (RPM)              |
| Norge             | 2 (VG-lista)         |
| Storbritannien    | 18 (UK Albums Chart) |
| Sverige           | 6 (Kvällstoppen)     |
| USA               | 33 (Billboard 200)   |
| Västtyskland      | 12                   |
| Österrike         | 9                    |